# Хелльмих, Отто
Отто Хелльмих (венг. Hellmich Ottó; 6 апреля 1874, Берлин — 4 июля 1937, Будапешт) — венгерский гимнаст, серебряный призёр летних Олимпийских игр 1912 года. В межвоенные годы был председателем Венгерского объединения медицинских обществ и ассоциаций.